# William Henry Hunt (polityk)
William Henry Hunt (ur. 1857, zm. 1949) – amerykański prawnik i polityk, w latach 1901–1904 gubernator Portoryko, znajdującego się wówczas pod administracją kolonialną Stanów Zjednoczonych.

## Życiorys
Urodził się w 1857 roku.
Sprawował urząd gubernatora Portoryko od 15 września 1901, kiedy to zastąpił na stanowisku Charlesa Herberta Allena, przez niespełna trzy lata, do 4 lipca 1904. Jego następcą został Beekman Winthrop.
William Henry Hunt zmarł w 1949 roku.